# Bari (Somalia)
Bari (auf Somali: Bari, zu Deutsch „Osten“; arabisch باري, DMG Bārī) ist eine Region (Somali: Gobolka) im Nordosten Somalias. Die Hauptstadt ist Boosaaso, eine Küstenstadt im Nordwesten.
Bari liegt direkt am Horn von Afrika mit dem Kap Guardafui im Nordosten. Im Norden grenzt Bari an den Golf von Aden, im Osten an den Indischen Ozean. Die Nachbarregionen sind im Westen Sanaag und Sool, im Süden liegt Nugaal.
Seit dessen Gründung wird die Region vom de facto autonomen Teilstaat Puntland beansprucht und verwaltet. In dessen Verwaltungsgliederung Puntlands wird jedoch nur noch die nördliche Hälfte der Region als Bari bezeichnet. Der südliche Teil ist heute die eigenständige Region Karkaar mit Qardho als Hauptstadt.
Früher lebten die Bewohner hauptsächlich vom Fischfang. Dies ist auch der Grund, weshalb mehrere Städte direkt an der Küste liegen, wie Bargaal, Qandala, Bender Siyaada, Aluula, Hafun und Bandarbeyla. Im Landesinneren auf dem Sool-Plateau liegen Qardho und Iskushuban.
Die Region wird größtenteils vom Somali-Clan der Majeerteen kontrolliert, einem Subclan der Darod. Ab Mitte des 18. bis Ende des 19. Jahrhunderts bestanden hier Sultanate der Majeerteen.

## Verwaltungsgliederung

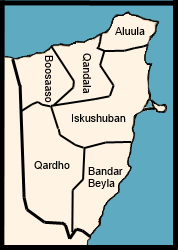
Somalia, Bari, Distrikte 1991

### Somalia
In der Verwaltungsgliederung Somalias unter Siad Barre bis 1991, vor Beginn des somalischen Bürgerkriegs, war die Region Bari in folgende Distrikte unterteilt:
- Distrikt Aluula, Aluula
- Distrikt Bandarbeyla, Bandarbeyla
- Distrikt Boosaaso, Boosaaso
- Distrikt Iskushuban, Iskushuban
- Distrikt Qandala, Qandala
- Distrikt Qardho, Qardho

Nach dem Zusammenbruch der Zentralregierung haben sich in den Kriegswirren die Verwaltungseinheiten mehr und mehr aufgelöst. Zwar hat die Übergangsregierung Somalias stets an der vor dem Krieg bestehenden Einteilung festgehalten. Das hatte aber kaum realpolitische Auswirkungen.

### Puntland
In der Verwaltungsgliederung Puntlands wird Bari in folgende Distrikte eingeteilt:
- Distrikt Armo, Armo
- Distrikt Boosaaso, Boosaaso
- Distrikt Iskushuban, Iskushuban
- Distrikt Qandala, Qandala
- Distrikt Ufayn, Ufayn

Die Distrikte Bandarbeyla und Qardho im Süden zählen inzwischen zur neu gebildeten Region Karkaar. Den Distrikt Aluula erklärte die Regierung von Puntland im April 2013 zur Region Gardafuul und unterteilte ihn in drei Distrikte Aluula, Bargaal und Gumbax.
Diese Strukturen sind noch wenig gefestigt, teilweise reicht der Einfluss der Regierung in Garoowe zur praktischen Umsetzung vor Ort gar nicht aus. Mehrfach riefen lokale Clanführer zum Widerstand auf oder gründeten eigene autonome Teilstaaten. So wird Karkaar von einigen nicht mehr als Region von Puntland, sondern als eigener Teilstaat Somalias verstanden, ebenso wie Ras Caseyr im Norden, das auf dem Gebiet des ehemaligen Distrikt Aluula (inzwischen Gardafuul) ausgerufen wurde.